# 静岡県立浜松湖北高等学校
静岡県立浜松湖北高等学校（しずおかけんりつ はままつこほくこうとうがっこう）は、静岡県浜松市浜名区引佐町金指にある県立高等学校。同市天竜区佐久間町佐久間に佐久間分校を設置している。

## 概要

### 設立の経緯
静岡県教育委員会は2005年（平成17年）3月までに、県立高等学校等のあり方を定めた「静岡県立高等学校第二次長期計画―平成27年度を見通して―」を策定した。この中で引佐高校、気賀高校、三ヶ日高校については、将来的に3校合わせての学級数が8学級以下になると見込まれることから、普通科・専門学科等を有する高校に再編統合することが必要とされた。学校名は、浜名湖北岸に位置すること、そして浜松湖東高校、浜松湖南高校（以上浜松市）、湖西高校（湖西市）がすでにあり、新学校の設置場所を明確に示すことができる名称であることなどから「浜松湖北高校」に決定した。
これらに係る静岡県立学校設置条例の改正案が、静岡県議会平成26年2月定例会（2014年2月 - 3月）にて審議され、全員一致をもって可決、3月28日に条例が公布された。2015年（平成27年）4月1日、同条例の施行により開校した。
また、2017年（平成29年）4月に静岡県立佐久間高等学校を廃止、同じ敷地に佐久間分校を設置した。

### 年表
- 2015年4月1日 - 静岡県立浜松湖北高等学校として開校。普通科、商業科、産業技術II科、産業技術I・III科、産業マネジメントI科、産業マネジメントII科、産業マネジメントIII科を設置。
- 2016年3月1日 - 第1回卒業式を挙行[注 1]。
- 2017年4月1日- 静岡県立佐久間高等学校を併合し、佐久間分校とする。

### 校歌
本校
2015年に制定された校歌「新しい歌をうたおう」の作詞者、作曲者は次のとおりである。両者とも、浜松市出身である。
- 作詞 - 鈴木光司
- 作曲 - 村松崇継

佐久間分校
佐久間高校の校歌を継承。

## 設置学科
静岡県立高等学校学則により、次のように設置している。
- 学年制による課程
  - 普通科 （本校・佐久間分校）
  - 産業マネジメントI科 - 農業
  - 産業マネジメントII科 - 工業
  - 産業マネジメントIII科 - 商業

2015年3月31日において引佐高校、気賀高校、三ヶ日高校に在籍、もしくは2017年3月31日において佐久間高校に在籍していて、その際、統合前の各高校で修得した単位は、浜松湖北高校で修得した単位とみなすこととされた。
過去の学科
- 商業科
- 産業技術II科
- 産業技術I・III科

商業科、産業技術II科、産業技術I・III科については、2014年度で募集停止し、2017年3月をもって閉科した。

## 学校行事
| - 4月 - 入学式 - 対面式 - 6月 - 学校祭 - 7月 - 薬学講座 | - 9月 - 芸術鑑賞教室 - 10月 - 体育大会 - 12月 - 球技大会 - 修学旅行 | - 2月 - 企業訪問 - マラソン大会 - 3月 - 卒業式 |

## 部活動
| 運動部 - 野球部 - サッカー部 - 陸上競技部 - テニス部 - バレーボール部 - 卓球部 - バスケットボール部 - 剣道部 - 柔道部 - バドミントン部 - ラグビー部 - 水泳部 | 文化部 - 吹奏楽部 - 演劇部 - 茶華道部 - 囲碁将棋部 - 美術部 - 写真部 - 書道部 - ペン習字部 - パソコン部 - ビジネス部 - 新聞部 - 家庭部 - 生物科学部 - 省エネカー・機械工作部 |

## アクセス

### 本校
- 天竜浜名湖線金指駅から徒歩4分
- 遠鉄バス引佐線・奥山線 ｢浜松湖北高校｣停留所下車
- 浜松市いなさみどりバス（事前予約制）なおとら線・つつじ線「浜松湖北高校」停留所下車

### 佐久間分校
- JR飯田線中部天竜駅から徒歩15分